# La Risa (1843-1844)
La Risa fue una revista publicada en la ciudad española de Madrid entre 1843 y 1844.

## Historia
Fundada por el escritor Wenceslao Ayguals de Izco en abril de 1843, estaba ilustrada y contaba con un contenido ecléctico. En ella participaron literatos como Manuel Bretón de los Herreros, Juan Eugenio Hartzenbusch, José Zorrilla o Modesto Lafuente, dibujantes como Fernando Miranda, Federico de Madrazo y Vicente Urrabieta, y grabadores como Calixto Ortega, Vicente Castelló, o Pedro Chamorro, entre otros colaboradores. Su publicación fue promovida por la Sociedad Literaria de Madrid. Se dejó de publicar en septiembre de 1844.

## Bibliografía

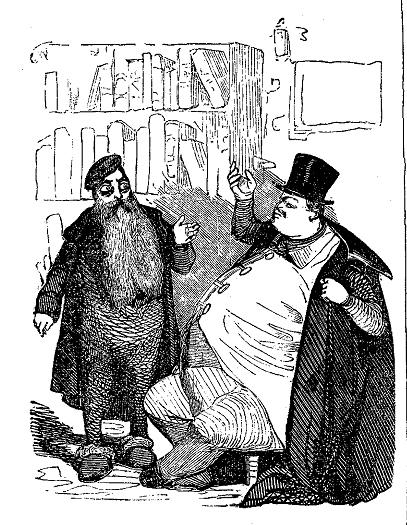
Ilustración en las páginas de La Risa, abril de 1844.